# Доста је било
Доста је било (скраћено ДЈБ) је политичка странка у Србији. Основана је 27. јануара 2014. око бившег министра привреде Саше Радуловића и његових сарадника из Министарства.
У почетку се држала либералних, реформистичких и прогресивних ставова. Између почетка 2017. и 2018. проевропске и либералне фракције ДЈБ су се одвојиле због унутрашњег сукоба у странци. Након тога је прешла на крајњу десницу и почела је да заговара суверенистичку и евроскептичку политику уз десничарско-популистичке ставове као што је противљење имиграцији. Председник ДЈБ Саша Радуловић је такође промовисао дезинформације и неколико теорија завере током пандемије ковида 19.

## Оснивање
Након изласка из Владе, Саша Радуловић оснива удружење „Доста је било — Рестарт” и најављује да ће кандидовати листу за парламентарне изборе, расписане непосредно по његовој оставци. Окосницу чине Саша Радуловић, и његови сарадници из министарства, Душан Павловић, професор ФПН-а и економиста Александар Стевановић. У марту 2018. године Стевановић је са групом чланова искључен из покрета, док га је Душан Павловић напустио у новембру исте године. До краја новембра су покрет напустили или су искључени многи познати чланови покрета, тако да је од оснивача удружења остао само Саша Радуловић.

## Парламентарни избори 2014.
Изборна листа „Доста је било — Саша Радуловић” успела је да сакупи 10.000 потписа неопходних за кандидатуру, али на изборима не успева да пређе цензус од 5%, освојивши 74.973 гласа или 2,09% од укупног броја изашлих гласача. Листа је имала много више успеха у урбаним срединама (Београд 3.84%, Нови Сад 5.33%, Ниш 3,26%) него у руралним, што су из покрета објашњавали притиском власти на медије са националном фреквенцијом, који су најкоришћеније средство информисања у руралним крајевима.

## Парламентарни избори 2016.
На ванредним парламентарним изборима 2016. године, Доста је било је освојио 227.626 гласова, што представља 6,02% гласова, одн. 16 места у скупштини Србије. Са 16 посланика, ДЈБ је четврта најјача парламентарна странка, иза СНС-а, СПС-а и СРС-а. Посланички клуб ДЈБ је, међутим, брзо почео да се осипа, тако да је до новембра 2018. године ДЈБ у Скупштини спао са 16 на два посланика (Радуловић, Стаменковић) и остао без посланичког клуба.
Резултати истраживања НСПМ-а су показали да гласаче ДЈБ-а у највећој мери чине млађи од 40 година, као и да је ДЈБ била изборна листа са највећим уделом високообразованих присталица.
ДЈБ је такође ушао у Скупштину Војводине (5,54%), и у преко двадесет општинских скупштина, међу којима су скоро све централне београдске општине, затим општине у Нишу и Новом Саду, Зрењанину, Вршцу, итд. Најбољи резултат ДЈБ је постигао на територији Београда, где је освојио 11,5%, одн. на Општини Савски венац, где је освојио преко 18% гласова.)

### Резултати
| Избори | # гласова | % од важећих | # посланика | Влада          |
| ------ | --------- | ------------ | ----------- | -------------- |
| 2014.  | 74.973    | 2.09%        | 0 / 250     | ван парламента |
| 2016.  | 227.626   | 6.02%        | 16 / 250    | опозиција      |
| 2020.  | 73.953    | 2,30%        | 0 / 250     | ван парламента |
| 2022.  | 86.362    | 2,43%        | 0 / 250     | ван парламента |
| 2023.  | 45.079    | 1,21%        | 0 / 250     | ван парламента |

## Председнички избори 2017.
Пред председничке изборе 2017. године се покрет залагао за заједничког кандидата опозиције, сматрајући да је то једини начин да Александар Вучић (актуелни председник владе и кандидат владајуће коалиције око СНС-а) не победи већ у првом кругу. Две недеље пре расписивања избора покрет наводи да ће, у случају да не дође до договора између опозиционих кандидата, имати свог кандидата на изборима са циљем да се повећа излазност и шанса да дође до другог круга.
Пре расписивања избора, троје од 16 посланика (Јован Јовановић, Александра Чабраја и Соња Павловић) напушта ДЈБ уз једно од образложења да се игнорише мишљење чланства и одуговлачи са доношењем одлуке о томе како ће покрет наступити на предстојећим изборима. Недељу дана касније, посланици који су напустили покрет су навели да ће основати удружење „Грађанска платформа” и да ће на изборима подржати Сашу Јанковића, независног кандидата и бившег омбудсмана.
Након оснивачке скупштине 2. марта 2017. након које покрет прераста у странку, "Доста је било" објављује је да ће њихов кандидат на изборима за председника Србије бити лидер ДЈБ-а Саша Радуловић.

### Резултати
| Избори | Кандидат           | #  | 1. круг — гласови | %     | #                | 2. круг — гласови | %                | Резултат     | Детаљи |
| ------ | ------------------ | -- | ----------------- | ----- | ---------------- | ----------------- | ---------------- | ------------ | ------ |
| 2017.  | Саша Радуловић     | 7. | 51.651            | 1,41% | без другог круга | без другог круга  | без другог круга | није изабран |        |
| 2022.  | Бранка Стаменковић | 7. | 77.031            | 2,08% | без другог круга | без другог круга  | без другог круга | није изабран |        |

## Београдски и борски избори 2018.
На изборима за Скупштину Београда и Скупштину општине Бор који су одржани 04.03.2018. Доста је било је изашао у коалицији са српским покретом Двери. Ова коалиција је у Београду освојила 3,9%, док је у Бору освојила 8,2% гласова. Због лоших изборних резултата у Београду, сви чланови руководства Доста је било поднели су оставку два дана након избора. Страначки избори за новог председника ДЈБ заказани су за 21.04.2018. На њих се пријавио Бранислав Михајловић, посланик ДЈБ из Бора.

## Акције
Покрет остаје активно након избора учествујући у кампањама против деловања власти које сматрају штетним.
Покрет је покренуло акције:
- „Не дамо пензије паразитима” — против смањења плата и пензија у јавном сектору које сматрају противуставним.[19]
- „Не дамо земљу испод жита” — против продаје обрадивих површина у Бачкој арапском инвеститору за коју сматрају да је штетна по државу и домаће пољопривреднике.[20]
- „Колико нас коштају тајни уговори?” — против нетранспарентног потписивања уговора и вршења јавних послова уопште.[21]
- „Последњи воз. Твоја земља или њихова држава”[22] — против продаје Телекома стратешком инвеститору. Против давања државног пољопривредног земљишта у Војводини крупном капиталу, против продаје инфраструктуре и природних ресурса, против Закона o претварању права коришћења у право својине на грађевинском земљишту уз накнаду (покрет верује да члан 6. овог Закона омогућује тајкунима да право коришћења земљишта претворе у право својине без накнаде).[23]

## Програм
Покрет одбија да се политички сврста на левицу или десницу, сматрајући ту поделу превазиђеном. Уместо тога оно види да се данашња политичка подела своди на пристојне и привилеговане људе. Покрет се залаже за слободну тржишну економију ослобођену од сувишних фискалних намета и регулација и јаку социјално одговорну државу која омогућава социјално и здравствено осигурање за све грађане. Покрет се залаже за:
- Транспарентност — јавно вршење јавних делатности. Објављивање свих уговора које потписује држава и државна предузећа. Буџети сваке јавне установе да буду доступни сваком грађанину 24 часа дневно. Објављивање правних и физичких лица која су добила новац за сваку буџетску ставку, као и уговори на основу којих су добили новац. Јавни конкурси за све државне агенције, сва државна предузећа и установе. Са јавним плановима рада. Са јавним извештавањем.
- Слободне медије — као контролоре власти, никако као средство за манипулацију јавног мњења, односно људи.
- Универзалну социјалну заштиту — помоћ само онима којима је заиста потребна. Социјална заштита је пут ка одговорном и хуманом друштву према сваком појединцу.
- Универзалну здравствену заштиту — заштита из буџета плаћена за све као што предвиђа Устав. Укидање овере здравствених књижица. Приватне и државне здравствене установе пружају своје услуге у оквиру истог система здравственог осигурања.
- Загарантоване социјалне пензије — за све грађане који наврше 65 година независно од тога да ли су били у радном односу. Пензије у висини социјалне помоћи. Поред социјалне компоненте увести и економске пензије за оне који одвајају од плате (у државне и приватне фондове).
- Мањи намети на рад и прогресивно опорезивање — смањење сиве економије кроз смањење намета на рад. Порези који гуше привредну активност треба да се смање или укину. Мале пореске стопе за оне који зарађују мало, веће за оне који зарађују више.
- Регулаторна реформа — смањење бирократије. Смањење процедура и непотребних прописа. Администрација мора да комуницира међу собом и буде заснована на електронској управи.
- Смањење јавне потрошње — трошење само оног што се заради. Обустава задуживања. Укидање субвенција. Отпуштање вишка радника у јавном сектору запослених преко политичких странака на непотребна административна места.
- Увођење реда у јавна предузећа — попис имовине, процена обавеза, исплата заосталих плата у нивоу минималне зараде са конвертовањем преосталог дела у власнички удео. Систематизација радних места, увођење критеријума за запошљавање и критеријума за мерење учинка рада. Свако предузеће да направи пословни план за који добија обртна средства, након чега престаје да буде финансирано из буџета.
- Промена изборног система — директни избори за градоначелнике и председнике општина, посланике и одборнике. Комбинација већинског и пропорционалног система за избор посланика уз смањење њиховог броја.
- Децентрализација — дати већа овлашћења окрузима у коме би све општине гравитирале ка јаком градском центру. Враћање имовине локалним заједницама. Главни локални избори на нивоу округа. Окрузи треба да добију и значајне изворне пореске приходе за самостално вођење економске политике.

## Истакнути чланови Покрета и/или Удружења
- Бранка Стаменковић, заменица председника
- Хана Адровић, потпредседник Покрета
- Војин Биљић, потпредседник Покрета
- Александар Бујић, потпредседник Покрета

## Бивши чланови
- Предраг Ј. Марковић — (јул 2014. — септембар 2015), члан Савета/клуба за културу 2014–2015
- др Милан Дејановски (1951–2015), члан Покрета[28] и руководилац у РТБ Бор.[29] Преминуо 24. новембра 2015.[30]
- Владимир Гајић, члан Статутарне комисије и члан Програмског савета
- Иван Нинић, члан Удружења[31] и сарадник Савета за борбу против корупције
- Мирослава Миленовић, сарадница Савета за борбу против корупције
- Бранислав Михајловић, председник Покрета
- Ана Стевановић, потпредседница покрета